# Petra Durst-Benning
Petra Durst-Benning (* 11. Februar 1965 in Baden-Württemberg) ist eine deutsche Schriftstellerin.

## Leben und Werk
Petra Durst-Benning begann nach Abschluss eines Agrarwissenschaftlichen Gymnasiums eine Lehre zur staatlich anerkannten Wirtschaftskorrespondentin und Übersetzerin. Später arbeitete sie als Redakteurin einer Hundezeitschrift und als Sachbuchautorin zu natürlichen Heilmethoden bei Tieren. In den 1990er Jahren wandte sie sich der Belletristik zu. Als erstes Werk erschien, nachdem mehrere Verlage das Manuskript zunächst abgelehnt hatten, 1996 der historische Roman Die Silberdistel, welcher zur Zeit des Armen Konrad in Württemberg spielt. In den folgenden Jahren erschienen weitere 15 historische Romane.
Der 2005 erschienene Roman Die Samenhändlerin wurde 2011 durch das ZDF verfilmt. Auch aus dem 2000 im Ullstein Verlag erschienenen ersten Band der Glasbläser-Trilogie entstand 2016 mit Die Glasbläserin eine gleichnamige Literaturverfilmung. Eine Übersetzung der Glasbläsertrilogie erschien ab 2014 in den USA und erreichte eine Gesamtauflage von fast einer Million Exemplaren.
Im Jahr 2015 erschien mit Kräuter der Provinz der erste Gegenwartsroman von Petra Durst-Benning. Bisher wurden von der Autorin in Deutschland mehr als 2,5 Millionen Bücher verkauft und sie hatte bis 2022 19 Bestseller.

## Auszeichnungen
- 2019 Bronzener Homer für Die Fotografin

## Bibliographie

### Glasbläser-Trilogie
1. Die Glasbläserin, Ullstein Verlag, Berlin 2000, ISBN 978-3-89834-054-0.
2. Die Amerikanerin, Ullstein Verlag, München 2003, ISBN 978-3-548-25691-7.
3. Das gläserne Paradies, Ullstein Verlag, Berlin 2006, ISBN 978-3-550-08649-6.

### Samenhändlerin-Saga
1. Die Samenhändlerin, Ullstein Verlag, Berlin 2005, ISBN 978-3-550-08616-8.
2. Das Blumenorakel, Ullstein Verlag, Berlin 2008, ISBN 978-3-471-77355-0.

### Zarentochter-Saga
1. Die Zuckerbäckerin, Econ-und-List-Taschenbuch-Verlag, Düsseldorf 1999, ISBN 978-3-612-27310-9.
2. Die Zarentochter, List Verlag, Berlin 2009, ISBN 978-3-471-35027-0.
3. Die russische Herzogin, List Verlag, Berlin 2010, ISBN 978-3-471-35028-7.

### Jahrhundertwind-Trilogie
1. Solang die Welt noch schläft, List Verlag Verlag Berlin 2012
2. Die Champagnerkönigin, List Verlag Verlag Berlin  2013
3. Bella Clara, List Verlag Verlag, Berlin 2015

### Maierhofen-Reihe
1. Kräuter der Provinz, Blanvalet Verlag, München 2015, ISBN 978-3-7341-0011-6.
2. Das Weihnachtsdorf, Blanvalet Verlag, München 2016, ISBN 978-3-7645-0598-1.
3. Die Blütensammlerin, Blanvalet Verlag, München 2016, ISBN 978-3-7341-0012-3.
4. Spätsommerliebe, Blanvalet Verlag, München 2018, ISBN 978-3-7341-0637-8.

Der Kurzroman Das Weihnachtsdorf wurde auf der Webseite der Autorin als „Weihnachts-Special“ bezeichnet, dem der reguläre Roman Die Blütensammlerin als „Band II“ folgte.

### Die Fotografinnen-Saga
1. Die Fotografin – Am Anfang des Weges, Blanvalet Verlag 2018, ISBN 978-3-7645-0662-9.
2. Die Fotografin – Die Zeit der Entscheidung, Blanvalet Verlag 2019, ISBN 978-3-7645-0663-6.
3. Die Fotografin – Die Welt von morgen, Blanvalet Verlag 2020, ISBN 978-3-7645-0664-3.
4. Die Fotografin – Die Stunde der Sehnsucht, Blanvalet Verlag 2020, ISBN 978-3-7645-0665-0.
5. Die Fotografin – Das Ende der Stille, Blanvalet Verlag 2021, ISBN 978-3-7645-0667-4.

### Die Köchinnen-Trilogie
1. Die Köchin – Lebe deinen Traum. Blanvalet Verlag 2022, ISBN 978-3-7645-0787-9.
2. Die Köchin – Alte Hoffnung, neue Wege. Blanvalet Verlag 2023, ISBN 978-3-7645-0788-6.

### Einzelromane
- Die Silberdistel, Econ-und-List-Taschenbuch-Verlag, München 1998, ISBN 978-3-548-25122-6.
- Die Liebe des Kartographen, Econ-und-List-Taschenbuch-Verlag, München 1998, ISBN 978-3-612-27621-6.
- Die Salzbaronin, Ullstein Verlag, München 2000, ISBN 978-3-548-24908-7.
- Antonias Wille, Ullstein Verlag, München 2003, ISBN 978-3-550-08421-8.
- Mein Findelhund, Ullstein Verlag, München 2011, ISBN 978-3-548-37389-8.
- Winterwind,  Ullstein Verlag, München 2014, ISBN 978-3-471-35102-4. (Sechs Kurzgeschichten u. a. mit Figuren aus der Glasbläser-Trilogie, der Samenhändlerin-Saga und der Zarentochter-Saga)

## Hörbücher (Auswahl)
- Die Samenhändlerin, gelesen von Ulrike Grote, Hörbuch Hamburg, Hamburg 2005, ISBN 978-3-89903-769-2.
- Die Glasbläserin, gelesen von Ulrike Grote, Hörbuch Hamburg, Hamburg 2007, ISBN 978-3-89903-768-5.
- Die russische Herzogin, gelesen von Ulrike Grote, Hörbuch Hamburg, Hamburg 2011, ISBN 978-3-86909-099-3.
- Solang die Welt noch schläft, gelesen von Ulrike Grote, Hörbuch Hamburg, Hamburg 2012, ISBN 978-3-89903-356-4.
- Die Champagnerkönigin, gelesen von Ulrike Grote, Hörbuch Hamburg, Hamburg 2013, ISBN 978-3-89903-872-9.
- Winterwind, gelesen von Anne Weber, Hörbuch Hamburg, Hamburg 2014, ISBN 978-3-89903-849-1.
- Bella Clara, gelesen von Ulrike Grote, Hörbuch Hamburg, Hamburg 2015, ISBN 978-3-89903-924-5.
- Die Fotografin – Am Anfang des Weges, gelesen von Svenja Pages, Audiobuch Freiburg 2018, ISBN 978-3-95862-081-0.
- Die Fotografin – Die Zeit der Entscheidung, gelesen von Svenja Pages, Audiobuch Freiburg 2019, ISBN 978-3-95862-506-8.

## Verfilmungen
- Die Samenhändlerin, ZDF / Bavaria, 2011
- Die Glasbläserin, Bavaria / Wilma / ZDF / Arte, 2016[5]